# Henrik Gustaf Kyander
Henrik Gustaf Kyander, född 6 september 1811 i Heinävesi, död 30 september 1867 i Heinävesi, var en finsk lantmätare, godsägare och lantbruksråd.

## Biografi
Hans föräldrar var hovsekreteraren och godsägaren Johan Henrik Kyander och Margareta Elisabet Bohm. Henrik Gustaf Kyander växte upp på Papinniemi herrgård, numera mer känd som Valamo nya kloster, i Heinävesi. Han ingick äktenskap 1840 med Karolina Katarina Envald.
Henrik Gustaf Kyander blev student i Helsingfors 1834, men inledde studier i lantmäteri redan 1833 vid Helsingfors universitet. Han blev lantmäteriauskultant 30 december 1834, och fick vice lantmätares titel 1839.
Efter faderns död 1840 ärvde Henrik Gustaf Kyander Karvio herrgård med tillhörande jordegendomar, som tidigare varit del av Papinniemis ägor. Här utvecklade han ett mönsterjordbruk, som i en begynnande blomstringstid för finskt jordbruk expanderade såväl i odlingsareal och anställda som i antalet underställda torp, vilka som mest var omkring trettio.
Henrik Gustaf Kyander verkade för bildandet av hushållningssällskap, och stiftade ett sådant i Heinävesi, där Karvio herrgård utgjorde en naturlig mittpunkt både geografiskt och genom egendomens dominerande ställning. I det lokala politiska och ekonomiska livet innehade Henrik Gustav Kyander en rad viktiga roller och förtroendeuppdrag.
Henrik Gustaf Kyander mottog Lantbruksråds titel den 16 april 1865. Han dog barnlös, varefter Karvio efter flera kortvariga ägare övergick i statlig ägo 1884 och inrättades som kronopark.